# Црква Светог Јустина Философа и Светог Јустина Ћелијског у Врању
Црква Светог Јустина Философа и Светог Јустина Ћелијског у Врању, градском насељу на територији града Врања, православни је храм који припада Епархији врањској Српске православне цркве.
Црква посвећена Светом Јустину Философу и Светом Јустину Ћелијском подигнута је 14. јуна 2005. године, у дворишту обновљене куће Аве Јустина, када је положен је камен темељац.
Храм је мањих димензија, замишљен као спомен-капела, завршен је до 2010. године и освештан од Патријарха српског Иринеја. Исте године, на редовном заседању Светог архијерејског сабора Српске православне Цркве, Ава Јустин Поповић унет је у Календар Светих, а за дан празновања одређен је 14. јун, спомен Светог Јустина Философа.
Данас је црква живописана у неовизантијском стилу, а највећа светиња која се у њему чува јесте део светих моштију Преподобног Аве Јустина, добијених 2019. године из манастира Ћелије.